# Manteau d'arlequin
 (octobre 2023).
Si vous disposez d'ouvrages ou d'articles de référence ou si vous connaissez des sites web de qualité traitant du thème abordé ici, merci de compléter l'article en donnant les références utiles à sa vérifiabilité et en les liant à la section « Notes et références ».
 (octobre 2023).
Le manteau d'arlequin est un ensemble constitutif de la scène à l'italienne, formé par deux châssis et une frise autrefois peints de draperies en trompe-l'œil. Situé après le cadre de scène, le rideau de fer et le rideau d'avant-scène, le manteau d'arlequin permet d'ajuster l'ouverture de la scène sur un plan vertical, selon les besoins décoratifs de la mise en scène. 
On dit aussi  manteau ou  cadre mobile. Aujourd'hui, ces trois châssis sont métalliques, de couleur neutre et unie.
Faisant référence à cet aspect architectural de l'espace scénique, de nombreuses compagnies théâtrales, notamment, en ont fait un nom propre :
- Marion (Belgique), et sa compagnie théâtrale Le Manteau d'Arlequin ;
- les compagnies théâtrales de Saint-Quentin et de Soyaux ;
- un théâtre à Asnières ;
- un centre de locations de costumes au Havre ;
- une créatrice d'art contemporain : Manteau d'Arlequin et draps-peaux d'Orlan, etc.
- une compagnie de marionnettes : Les marionnettes du manteau d'Arlequin (Suzanne et Jac Faure).